# Settlementrisico
Settlementrisico, ook wel Herstatt-risico genoemd, is het risico dat na een transactie partij A wel betaalt, maar partij B niet levert, of omgekeerd.
De term is ontleend aan de Duitse Herstatt-Bank die op 26 juni 1974 door de toezichthouder gesloten werd, nadat men alle ontvangsten vanuit de dagtransacties gekregen had. De betalingen waren niet gedaan, waardoor een aantal partijen op die dag enorme verliezen opliep, in totaal 480 miljoen DM.
Settlementrisico is een onderdeel van kredietrisico.